# Black Magic (filme)
Black Magic (bra: Memórias de um Mágico) é um filme de aventura ítalo-estadunidense de 1949 dirigido por Gregory Ratoff e estrelado por Orson Welles e Nancy Guild. O filme é baseado em Memórias de um Médico de Alexandre Dumas e em parte em seu romance O Colar da Rainha.

## Elenco
- Orson Welles como Joseph Balsamo, também conhecido como Conde Cagliostro
- Nancy Guild como Maria Antonieta / Lorenza
- Akim Tamiroff como Gitano
- Frank Latimore como Capitão Gilbert de Rezel
- Valentina Cortese como Zoraida
- Margot Grahame como Madame du Barry
- Stephen Bekassy como Visconde de Montaigne
- Berry Kroeger como Alexandre Dumas, Sr.
- Gregory Gaye como Chambord / Monge
- Raymond Burr como Alexandre Dumas, Jr.
- Charles Goldner como Dr. Franz Anton Mesmer
- Lee Kresel como Rei Louis XVI / Estalajadeiro
- Robert Atkins como Rei Louis XV
- Nicholas Bruce como De Remy
- Franco Corsaro como Chico
- Annielo Mele como Joseph Balsamo, quando criança
- Ronald Adam como Presidente do Tribunal
- Bruce Belfrage como Procurador da Coroa
- Alexander Danaroff como Dr. Duval / Barão von Minden
- Leonardo Scavino como Gaston / Beniamino Balsamo
- Tamara Shayne como Maria Balsamo
- Joop van Hulzen como Ministro da Justiça
- Peter Trent como Amigo do Dr. Mesmer
- Giuseppe Varni como Boehmer
- Tatyana Pavlova como A mãe